# 草原方面军
草原方面军（俄语：Степной фронт）是苏德战争中的苏联战役战略集团，由草原軍區自1943年7月9日改編而來，負責在庫斯克會戰中防止德軍取得戰略與戰役縱深的突破，在防禦階段結束後，草原方面軍亦將作為反攻的主力。

## 历史
根据1943年4月13日命令，预备队方面军于4月15日零时改编为草原军区，管辖地域包括库尔斯克州、沃罗涅日州、罗斯托夫州。
根据約瑟夫·史達林与代理总参谋长阿列克谢·因诺肯季维奇·安东诺夫签署最高统帅部大本营命令，1943年7月9日24时，草原军区改变番号为草原方面军。同时编入草原方面军的部队有：
- 近卫第4、第5、第27、第47、第53軍團
- 近卫戰車第5軍團
- 近卫骑兵第3、近卫骑兵第5、近卫骑兵第7军
- 机械化第1、近卫机械化第3军
- 空军第5航空軍團

该命令规定草原方面军部队的行军运动只能在夜间进行。实际上，德军直至草原方面军投入库尔斯克会战后才知悉这一重兵集团的存在。
1943年10月20日改称乌克兰第2方面军。

## 所辖部队
- 第27軍團(7月9日-7月20日)
- 第47軍團(7月9日-8月1日)
- 第53軍團(全时)
- 空军第5航空軍團(全时)
- 近卫第7軍團(7月18日-10月16日)
- 第69軍團(7月18日-9月30日)
- 第57軍團(8月9日-10月20日)
- 近卫第4軍團(9月2日-10月16日)
- 近卫第5軍團(9月7日-10月20日)
- 第37軍團(9月7日-10月20日)
- 第46軍團(9月11日-10月2日)
- 近卫戰車第5軍團(10月7日-10月20日)

## 参与战役
参加过库尔斯克战役、别尔哥罗德-哈尔科夫战役、第聂伯河会战。

## 部队首长
方面军司令为伊萬·科涅夫上將。

## 註腳
1. 1 2  格兰茨 & 豪斯（2019年），第75页